# Pedro Martins (badminton)
Pedro Miguel Assunção Martins (Parchal, Lagoa, 14 de Fevereiro de 1990), é um jogador profissional de badminton. Representou Portugal nos Jogos Olímpicos de Verão de 2012 e tornou a representar o País nos Jogos Olímpicos de Verão de 2016.

## Biografia
Natural do concelho de Lagoa, no Algarve, Pedro Martins começou a praticar badminton aos seis anos de idade e obteve a sua melhor posição do ranking mundial da modalidade em Novembro de 2010 ao ser 55º Lugar. É licenciado em Educação Física e Desporto.
Participou no Campeonato do Mundo, em 2011, em Richmond, Vancouver, na prova de Singulares onde ficou-se pela 1ª Ronda.
Participou em dois Campeonatos da Europa, em 2010, em Manchester, na prova de Singulares, onde ficou-se pelos Oitavos de Final, e, em 2012, em Karlskrona, na prova de Singulares onde ficou-se pelos Oitavos de Final.
Foi o único jogador masculino português de badminton nos Jogos Olímpicos de Verão de 2012 e nos quais defrontou um campeão da modalidade: Peter Gade.
Foi também o representante masculino português de badminton nos Jogos Olímpicos de Verão de 2016.

## Conquistas
- 2016 — Participação em Rio de Janeiro nos Jogos Olímpicos de Verão de 2016
- 2012 — Participação em Londres nos Jogos Olímpicos de Verão de 2012
- 2012 — Competições Internacionais do Uganda: Meias-Finais
- 2011 — Competições Internacionais da Guatemala: 3º Lugar
- 2011 — Competições Internacionais do Brasil: 3º Lugar
- 2011 — Competições Internacionais da Síria: 1º Lugar
- 2011 — Competições Internacionais do Suriname: 1º Lugar
- 2011 — Competições Internacionais da África do Sul: 1º Lugar
- 2011 — Competições Internacionais da Turquia: Meias-Finais
- 2010 — Competições Internacionais de Marrocos:  3º Lugar Pares / 1º Lugar Singulares
- 2010 — XXV Brasil Internacional: 3º Lugar
- 2010 — Open Santo Domingo: 1º Lugar
- 2010 — San Juan (Porto Rico): 2º Lugar
- 2009 — Dutch Júnior 2009: 2º Lugar
- 2009 — Open Santo Domingo: 3º Lugar
- 2009 — Open de Gales: 2º Lugar
- 2008 — Head Slovak Open: 3º Lugar
- 2008 — Head Lausanne Youth International: 1º Lugar